# Caingangia
Caingangia är ett släkte av steklar. Caingangia ingår i familjen bracksteklar.
Kladogram enligt Catalogue of Life:
| Caingangia | \| \| Caingangia delicata \| \| \| \| \| \| Caingangia flavokolos \| \| \| \| \| \| Caingangia wesa \| \| \| \| |
|            | \| \| Caingangia delicata \| \| \| \| \| \| Caingangia flavokolos \| \| \| \| \| \| Caingangia wesa \| \| \| \| |
|            | Caingangia delicata                                                                                             |
|            | |
|            | Caingangia flavokolos                                                                                           |
|            | |
|            | Caingangia wesa                                                                                                 |
|            | |